# Храст (словенска митологија)
Храст је сматран светим дрветом код свих Словена. Поједини храстови, који се код Срба и дан данас називају записи, код Словена су имали улогу народних храмова. Многи дрвени идоли изграђени су од храстовог дрвета, а Света ватра ложила се храстовим дрветом. Храст се, као свето дрво, везује за Перуна. У његову част у светилишту је и дању и ноћу горела ватра ложена храстовим дрветом.

## У митологији и народним предањима
За Божић се ложи  бадњак, односно младо храстово дрво. Бадњак се доноси рано ујутру, а ложи се после заласка сунца, кад се уноси у кућу и ставља на огањ. Сви истраживачи бадњак повезују са Сунцем. Руковање са бадњаком обавља се у ноћним часовима да младо сунце не би видело старо сунце. 
Сунце и огањ се везују за Дажбога. Он симболизује Сунце у малом, док се лунарно у њему огледа у хромости, која је после Божића, када од тад па све до следеће зиме у Дажбогу влада соларна симболика. На Бадње вече један од укућана треба да буде будан цијелу ноћ, да пази да се не угаси ватра.
Иван Јастребов је записао да се на врху планине Зепа (Албанија) у клисури налази село Синђин. На врху села се и до тада чувао чувени храст код којег се понекад сакупају Фанди и заклињу се пред тим храстом. У стара времена су око тог храста правили круг хора - коло, али у скорије време свештеници су се потрудили да код храста направе олтар и једном годишње врше службу уместо старих обичаја - тај празник пада на Успење Пресвете Богородице.